# Спас Добрев
Спас Добрев Пасков, наричан Канарата и Скалата, е български революционер, деец на Вътрешната македоно-одринска революционна организация.

## Биография
Спас Добрев е роден в 1871 година в Свиленград в Османската империя, днес в България. По професия е учител. Влиза във ВМОРО и става член на Свиленградския комитет. В 1901 година Одринският окръжен революционен комитет го праща в село Драбишна, където поема основания от Руси Димитров комитет. Добрев разширява комитетската мрежа в Ортакьойско, като образува комитети в Гьокчебунар, Горно и Долно Суванли, Арнауткьой и други села и урежда редовна куриерска връзка с Одрин. На 19 май 1903 година е арестуван и осъден на 15 години, но на следната 1904 година е амнистиран. В 1908 година участва в конгреса на Одринския революционен окръг в Одрин. През 1909 година отваря първата книжарница в Свиленград.